# Scaled Composites

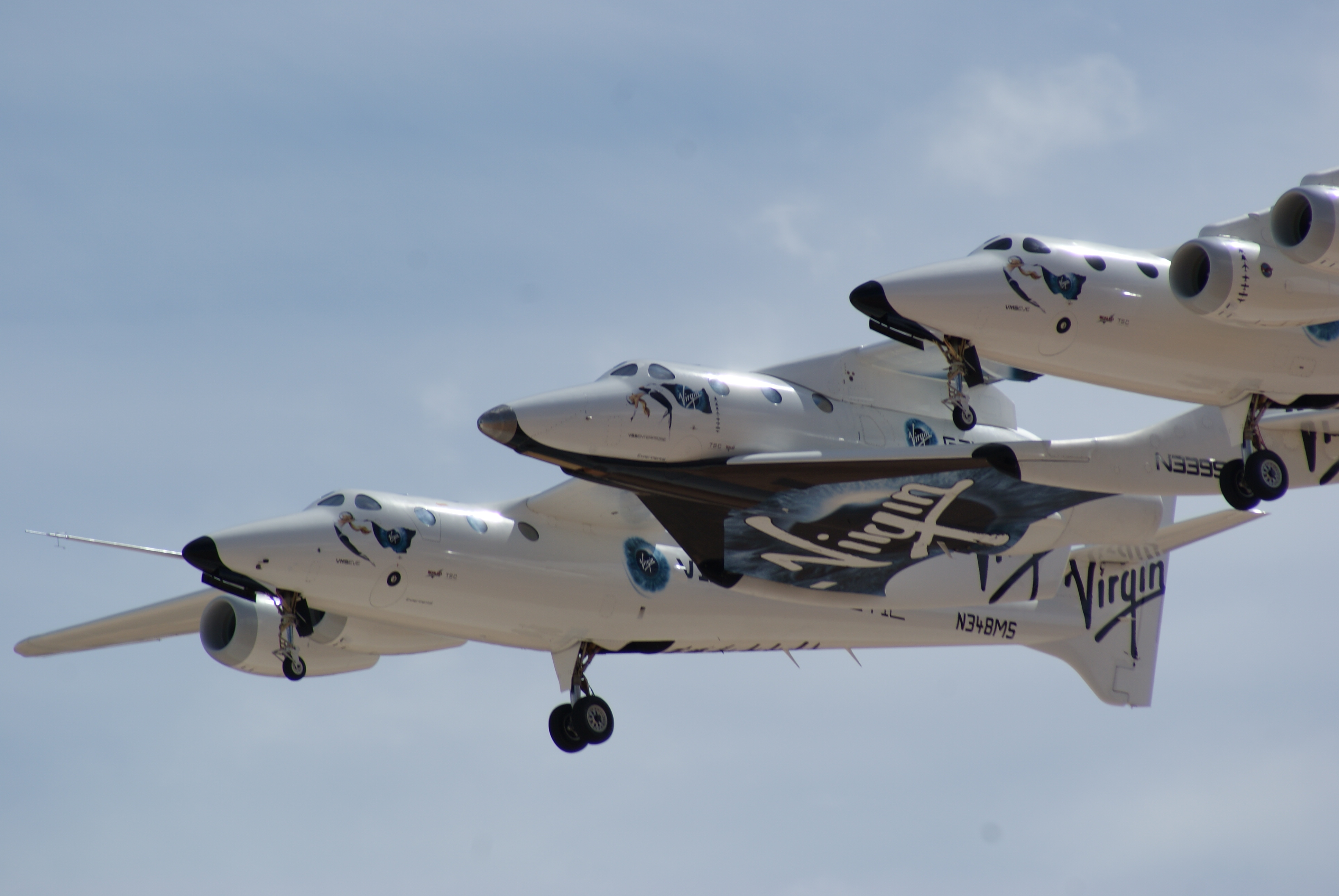
Проєкт наступник: White Knight Two разом з SpaceShipTwo

Scaled Composites LLC — американська авіабудівна компанія. Заснована 1982 року в Мохаве, Каліфорнія відомим авіаконструктором Бертом Рутаном.
Компанію засновано для розвитку експериментальної авіації. Зараз розробляє і створює літальні апарати і прототипи технологічних процесів для авіаційного та інших видів транспорту. Відома як переможець конкурсу Ansari X Prize.
Scaled Composites не будує літаки на продаж і не виготовляє їх серійно.

## Історія
1986 року двомісний літак Voyager, створений Scaled Composites, вперше облетів Землю без посадки і дозаправки. Політ тривав 9 діб і 4 хвилини. Літаком керували 2 професійних пілота — Дік Рутан (брат Берта Рутана) і Джина Єгер. На Вояджері було встановлено два поршневих двигуна. Рекорд протримався до 2005 року і був побитий апаратом GlobalFlyer, також виготовленим компанією Scaled Composites. Літак рухався за допомогою одного реактивного двигуна. Рекордний політ тривав з 28 лютого по 3 березня 2005; управлявся політ однією людиною — мільйонером Стівом Фосетом, на замовлення якого збудували апарат. В обох випадках маса палива приблизно вп'ятеро перевищувала масу самого апарата.
Літак Proteus 2000 року встановив 3 світових рекорди висоти і вантажопідйомності.
Scaled Composites брала безпосередню участь у створенні першої приватної ракети-носія Pegasus, розробку здійснювала компанія Orbital (США). Перший запуск відбувся 5 квітня 1990 року. Рекорди Pegasus: перша успішна приватна космічна ракета-носій; перший крилатий апарат, який подолав восьмикратний звуковий бар'єр (8,3 Маха); перша ракета, що запущена в космос з борта літака. До 2003 року запущено 33 апарата Pegasus, які доставили на орбіту більш ніж 70 супутників НАСА та інших замовників.
Основним досягненням залишається створення SpaceShipOne — першого у світі пілотованого космічного апарата без залучення державного фінансування. SpaceShipOne вперше побував в космосі 21 червня 2004 року. Корабель є двоступеневою системою. Літаком WhiteKnight апарат піднімається на висоту 15 тисяч метрів, що триває майже годину, а потім апарат відокремлюється і під кутом 84° стартує в космос. За загальною думкою, успішні польоти SpaceShipOne значно наблизили епоху космічного туризму.

## Плани
Випробовується безпілотний ракетоплан X-37. Проєктом X-37 керує DARPA, апарат створений компанією Боінг. Зв'язка White Knight / X-37 пройшла ряд наземних випробувань. В червні 2005 року здійснено спільний тестовий політ з космопорту в Мохаве.
Також зараз розробляється наступна версія приватного космічного шатла — SpaceShipTwo.

## Аварії
26 червня 2007 року, під час тестування систем SpaceShipTwo відбувся вибух загинуло 3 працівників та ще 3 було поранено.

## Проєкти повітряних суден

### Повітряні судна авіазаводу Рутана
- Модель 27 VariViggen (1972)
- Модель 31 VariEze (1975)
- Модель 32 VariViggen SP (1973)
- Модель 33 VariEze (1976)
- Модель 35 AD-1 (1979)
- Модель 40/74 Defiant (1978)
- Модель 54 Quickie (1978)
- Модель 61 Long-EZ (1979)
- Модель 68 AMSOIL Racer (1981)
- Модель 73 NGT: модель в масштабі 3/5 Fairchild T-46 навчальний (1981)
- Модель 72 Grizzly (1982)
- Модель 76 Voyager: перше повітряне судно, яке облетіло Землю без дозаправки і посадки (1986)
- Модель 77 Solitaire (1982)

### Повітряні судна Scaled Composites
- Model 115 Starship: прототип розміром 85 %, запущений у виробництво як Beechcraft Модель 2000 Старшіп (1982)
- B-2 Spirit: зменшена модель полярного B-2 для тестування ефективної площі відбивання
- Модель 133 ATTT (1987) транспортне повітряне судно скороченого зльоту з тандемним крилом
- Модель 143 Тріумф: побудований для Брічкрафт (1988)
- IAI Searcher: довгокриліша версія Pioneer UAV (1988)
- Модель TRA324 Scarab: створений для Теледайн Раян, тепер Нортроп Ґруман (1988)
- DC-X: Виготовила його елемент — обшивку кожуха двигуна та рульову поверхню за контрактом з Макдонел-Дуґлас
- Модель 151 ARES (1990)
- Orbital Sciences Ракета Пегас: крила, оперення для ракети повітряного запуску (1990)
- Модель 158 Pond Racer: побудовано для повітряного гонщика Боба Понда (1990)
- Bell Eagle Eye: демонстраційна модель повітряного судна з поворотними гвинтами для Bell Helicopter (1993)
- Model 205: перший попередній проєкт ракетного прискорювача для повітряного запуску на орбіту важчого ніж 227 000 кг (500 000 фунтів) (1991)[2]
- Model 206: другий попередній проєкт важкого повітряного старту (1991)[2]
- Model 247 Vantage: розроблений для VisionAire (1996)
- Model 271 V-Jet II: розроблений для Williams International (1997)
- Model 276 NASA X-38: фюзеляж повітряного судна для випробування на удар (1998)
- Модель 281 Proteus (1998)
- Roton ATV (1999)
- Модель 287 NASA ERAST: повнорозмірна модель для перевірки концепції безпілотного літального апарата, здатного літати на висоті 26 км (85 000 футів).
- Модель 309 Adam M-309: прототип для Adam А500 (2000)
- Модель 326 Northrop Grumman X-47A (2001)
- Модель 302 Toyota TAA-1 (2002)
- Tier One (2003)
  - Модель 316 SpaceShipOne: перший приватнопобудований космічний корабель.
  - Модель 318 White Knight: несучий/стартовий літак для SpaceShipOne.

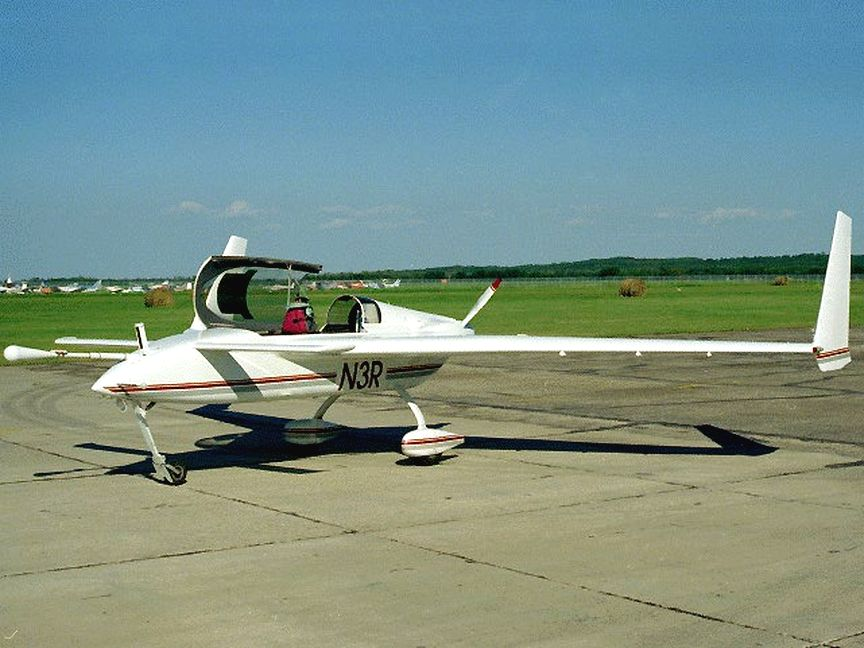
Рутан Модель 61 Long-EZ

Модель 76 Voyager

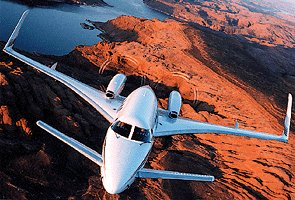
Брічкрафт 2000 Старшіп, на основі Моделі 115

- Модель 311 Virgin Atlantic GlobalFlyer: те саме призначення що й у «Вояджера», однак з використанням реактивного двигуна і розрахований на пілотування однією особою (2004)
- Tier 1b (2008)
  - Модель 339 SpaceShipTwo[3]: наступник космічного корабля SpaceShipOne
  - Модель 348 WhiteKnightTwo: наступник літака White Knight
- Stratolaunch carrier aircraft (Модель 351), повітряне судно з найбільшим у світі розмахом крил[4]
- Model 367 BiPod: гібридне електричне повітряне судно, яке може пересуватися дорогами (2011).
- USAF Hunter-Killer: проєкт (2007?) в співпраці з Northrop Grumman.
  - модель 395: запропонована безпілотна версія Моделі 281, оснащена озброєнням.
  - Модель 396: зменшена версія RQ-4 Global Hawk, оснащена озброєнням.
- SpaceShipThree: назва запропонованого наступного циклу пілотованих космічних кораблів[5].
- LauncherOne: назва проєктованої безпілотної ракети-носія, заснованої на технології космічних кораблів серій Scaled Composites. Використовуватиметься для виведення на орбіту мікросупутників[6].
- Stratolaunch Systems: Scaled Composites має збудувати літак-носій для виготовлюваних SpaceX ракет, який буде працювати першим ступенем під час запуску в космос. Разом ракета і літак-носій будуть найбільшим будь-коли збудованим повітряним судном.
- Model 437 Vanguard: багатоцільовий стелс-безпілотник[7][8].